# 貝爾納普堡埃真西 (蒙大拿州)
貝爾納普堡埃真西（英語：Fort Belknap Agency）是位於美國蒙大拿州布萊恩縣的普查規定居民點。

## 人口
根據2020年美國人口普查的數據，貝爾納普堡埃真西的面積為118.52平方千米，當中陸地面積為117.85平方千米，而水域面積為0.66平方千米。當地共有人口1567人，而人口密度為每平方千米13.22人。